# 大西恒平
大西 恒平（おおにし こうへい、1978年 - ）は、日本の漫画編集者。集英社の漫画雑誌『週刊少年ジャンプ』の編集長 (メディア担当)。

## 略歴
2001年に集英社に入社、同年週刊少年ジャンプ編集部に配属され、同編集部主任、副編集長を経て、2020年7月から現職。現在は、メディアプロデュースチームを統括し、アニメ、グッズ、映画など作品の二次展開を受け持つ。

## 担当作品
- 銀魂（空知英秋） - 初代、立ち上げ作品。[3]
- いぬまるだしっ（大石浩二） - 初代、立ち上げ作品。[3]
- ROOKIES（森田まさのり） - ?代目。[4]
- ONE PIECE（尾田栄一郎） - 5代目。[4]
- HUNTER×HUNTER（冨樫義博） - ?代目。[4]
- 黒子のバスケ（藤巻忠俊） - 3代目。[5]